# فردوسیه (نرماشیر)
فردوسیه، روستایی در دهستان عزیزآباد بخش مرکزی شهرستان نرماشیر در استان کرمان ایران است.

## جمعیت
بر پایه سرشماری عمومی نفوس و مسکن در سال ۱۳۹۵، جمعیت این روستا برابر با ۸۹۱ نفر (۲۵۶ خانوار) بوده‌است.